# راندي هانسن
راندي هانسن (بالإنجليزية: Randy Hansen)‏ هو موسيقي أمريكي، ولد في 8 ديسمبر 1954 في سياتل في الولايات المتحدة.

## وصلات خارجية
- الموقع الرسمي
- راندي هانسن على موقع IMDb (الإنجليزية)
- راندي هانسن على موقع ميوزك برينز (الإنجليزية)
- راندي هانسن على موقع ديسكوغز (الإنجليزية)
- راندي هانسن على موقع قاعدة بيانات الفيلم (الإنجليزية)